# ジャーメイン・メイソン
ジャーメイン・メイソン（Germaine Mason、1983年1月20日 - 2017年4月20日）は、イギリスの陸上競技選手。走高跳を専門とする選手で、2008年北京オリンピックの銀メダリストである。ジャマイカのキングストン出身。2006年からイギリス代表として国際大会に出場していた。

## 経歴
メイソンは、ジャマイカ代表として出場していた2000年と2002年の世界ジュニア陸上選手権で2大会連続のメダルを獲得。2003年にはパンアメリカン競技大会において、2m34の自己ベストで金メダルを獲得している。同年には、パリの世界選手権にも出場し、5位という成績も残している。
2004年、2005年のシーズンは、2004年は2m25、2005年は2m27がベスト記録と伸び悩んだが、2004年には世界室内選手権で銅メダルを獲得している。
メイソンの父親が、イギリスのロンドン出身であったため、母親からイギリス代表となるよう勧められる。2006年に国籍の変更が認められ、以後イギリス代表として各大会に出場することとなった。
メイソンは、2008年北京オリンピックに出場。自己ベストタイの2m34で、ロシアのアンドレイ・シルノフに次いで銀メダルを獲得した。
2017年4月20日、故郷のジャマイカ・キングストン郊外でオートバイ運転中に事故を起こして死亡した。34歳没。

## 自己ベスト
- 走高跳 - 2m34 (2003、2008年)

## 主な実績
| 年   | 大会                   | 場所                           | 種目   | 結果      | 記録 |
| ---- | ---------------------- | ------------------------------ | ------ | --------- | ---- |
| 2000 | 世界ジュニア陸上選手権 | サンティアゴ(チリ)             | 走高跳 | 2位       | 2m24 |
| 2002 | コモンウェルスゲームズ | マンチェスター(イギリス)       | 走高跳 | 5位       | 2m20 |
| 2002 | 世界ジュニア陸上選手権 | キングストン(ジャマイカ)       | 走高跳 | 3位       | 2m21 |
| 2003 | パンアメリカン競技大会 | サントドミンゴ(ドミニカ共和国) | 走高跳 | 1位       | 2m34 |
| 2003 | 世界陸上選手権         | パリ(フランス)                 | 走高跳 | 5位       | 2m29 |
| 2004 | 世界室内陸上選手権     | ブダペスト(ハンガリー)         | 走高跳 | 3位       | 2m25 |
| 2007 | 世界陸上選手権         | 大阪(日本)                     | 走高跳 | 28位（q） | 2m19 |
| 2008 | オリンピック           | 北京(中国)                     | 走高跳 | 2位       | 2m34 |

- qは予選